# Комендантський палац (Кам'янець-Подільський)
Комендантський палац (також палац губернатора, палац Яна де Вітте) — колишня резиденція очільників Подільської губернії. Перебудована на початку XIX століття з палацу коменданта Кам'янецької фортеці Яна де Вітте. Зруйнована у пожежі 1920 року, не відбудовувалася. Палац розташовувався у південно-східному куті Губернаторської площі (сучасна площа Вірменський ринок), між Комендантським провулком і Вірменською вулицею, на місці будинку № 10. З боку Вірменської вулиці збереглася східна ділянка кам'яної огорожі палацу, яка має статус пам'ятки архітектури місцевого значення.

## Історія
Ділянка, де стояв Комендантський палац, була забудована вірменськими будинками ще у XVII столітті. У 1770 році тогочасний комендант Кам'янецької фортеці Ян де Вітте звів у Кам'янці-Подільському за власними проектами низку військових, адміністративних і житлових споруд, серед яких був і палац коменданта на площі Вірменський ринок.
У садибі первісно було дві будівлі, головний будинок розташовувався на сході ділянки, на розі з вулицею Вірменською. Палац був одноповерховий, із високим першим поверхом і мансардою, асиметричний у плануванні. В його архітектурному рішенні гармонійно поєднувалися елементи стилів ренесанс і бароко. Головний фасад — восьмивіконний, несиметричний; центральний ризаліт ділив його на три частини, у правій з яких розташовувався вхідний портал із круглим світликом. Центральний ризаліт мав три вікна і прикрашений пілястрами тосканського ордеру в простінках і на кутах. Ризаліт завершувався бароковим карнизом і масивним аттиком із скульптурною композицією, яка містила зображення гармати і ядер. Фасад завершувався високим мансардним дахом із перехватом і високими вікнами.
Поряд розташовувався двоповерховий будинок більш скромної архітектури. Фасад був шестиосьовий, із широкими простінками вікон, головний акцент робив масивний арковий портал із парами колон тосканського ордеру, що розташовувався в центральній частині фасаду. Вікна першого поверху були оздоблені сандриками. Дах був також мансардного типу, із перехватом.
У 1802 році син Яна де Вітте, Юзеф де Вітте, продав садибу імперському урядові за 10 тисяч рублів сріблом. Обидві будинки об'єднали в один двоповерховий, фасад якого прикрасили двома класицистичними масивними чотириколонними портиками із колоннами іонічного ордеру (на початок XX століття лишився лише один з них). Перебудований палац став резиденцією подільського губернатора.
Склепінчастою аркою, що розташовувалася над Комендантським провулком, палац з'єднувався з будівлею колишньої вірменської ратуші, де перебувала губернська канцелярія.
У січні 1920 року губернаторський палац згорів. На його місці пізніше звели будівлю пожежної частини.